# Marc-Oliver Kempf
Marc-Oliver Kempf (Lich, 28 gennaio 1995) è un calciatore tedesco, difensore del Como.

## Carriera

### Club

#### Eintracht Francoforte
Marc-Oliver Kempf inizia la carriera nel 2010 nelle giovanili dell'Eintracht Francoforte, e il 27 novembre 2012 fa il suo debutto in Bundesliga, partendo titolare nella partita persa in casa contro il FSV Mainz 05, in cui Kempf rimane in campo per l'intera durata dell'incontro. Il 30 novembre 2012 colleziona un'altra presenza in prima squadra nella sconfitta esterna contro il Fortuna Düsseldorf.

#### Friburgo
Nel luglio 2014 viene acquistato dal Friburgo.

#### Stoccarda
Il 6 luglio 2018 viene acquistato dallo Stoccarda.

#### Hertha Berlino
Il 25 gennaio 2022 viene acquistato dall'Hertha Berlino. Esordisce il 4 febbraio, nella partita pareggiata in casa col Bochum. Segna il suo primo gol il 6 maggio 2023, in occasione del successo casalingo contro lo Stoccarda per 2-1. 

#### Como
Il 28 agosto 2024 viene acquistato dal Como. Esordisce con i lariani, e contestualmente in serie A il 1ºsettembre successivo, giocando da titolare la partita in casa dell'Udinese, persa per 1-0. 

### Nazionale
Marc-Oliver Kempf inizia la sua trafila nelle giovanili della Nazionale tedesca nel 2010, collezionando 5 presenze nella Germania Under-16. Negli anni successivi si unisce alla Germania Under-17 con cui partecipa agli Europei Under-17 nel 2012. Fa il suo esordio nella Nazionale Under-18 il 14 novembre 2012, in un incontro amichevole con l'Italia. L'anno successivo fa il suo esordio anche in Nazionale Under-19, nella partita amichevole contro l'Ungheria.

## Statistiche

### Presenze e reti nei club
Statistiche aggiornate al 31 ottobre 2024.
| Stagione                     | Squadra                      | Campionato                   | Campionato | Campionato | Coppe nazionali | Coppe nazionali | Coppe nazionali | Coppe continentali | Coppe continentali | Coppe continentali | Altre coppe | Altre coppe | Altre coppe | Totale | Totale |
| Stagione                     | Squadra                      | Comp                         | Pres       | Reti       | Comp            | Pres            | Reti            | Comp               | Pres               | Reti               | Comp        | Pres        | Reti        | Pres   | Reti   |
| ---------------------------- | ---------------------------- | ---------------------------- | ---------- | ---------- | --------------- | --------------- | --------------- | ------------------ | ------------------ | ------------------ | ----------- | ----------- | ----------- | ------ | ------ |
| 2012-2013                    | Eintracht Francoforte        | BL                           | 2          | 0          | CG              | -               | -               | -                  | -                  | -                  | -           | -           | -           | 2      | 0      |
| 2013-2014                    | Eintracht Francoforte        | BL                           | 3          | 0          | CG              | 0               | 0               | UEL                | 1                  | 0                  | -           | -           | -           | 4      | 0      |
| Totale Eintracht Francoforte | Totale Eintracht Francoforte | Totale Eintracht Francoforte | 5          | 0          |                 | 0               | 0               |                    | 1                  | 0                  |             | -           | -           | 6      | 0      |
| 2013-2014                    | Eintracht Francoforte II     | RL                           | 18         | 3          | -               | -               | -               | -                  | -                  | -                  | -           | -           | -           | 18     | 3      |
| 2014-2015                    | Friburgo II                  | RL                           | 9          | 0          | -               | -               | -               | -                  | -                  | -                  | -           | -           | -           | 9      | 0      |
| 2016-2017                    | Friburgo II                  | OL                           | 1          | 0          | -               | -               | -               | -                  | -                  | -                  | -           | -           | -           | 1      | 0      |
| Totale Friburgo II           | Totale Friburgo II           | Totale Friburgo II           | 10         | 0          |                 | -               | -               |                    | -                  | -                  |             | -           | -           | 10     | 0      |
| 2014-2015                    | Friburgo                     | BL                           | 13         | 2          | CG              | 2               | 0               | -                  | -                  | -                  | -           | -           | -           | 15     | 2      |
| 2015-2016                    | Friburgo                     | 2L                           | 30         | 5          | CG              | 1               | 0               | -                  | -                  | -                  | -           | -           | -           | 31     | 5      |
| 2016-2017                    | Friburgo                     | BL                           | 13         | 0          | CG              | -               | -               | -                  | -                  | -                  | -           | -           | -           | 13     | 0      |
| 2017-2018                    | Friburgo                     | BL                           | 12         | 0          | CG              | 1               | 0               | UEL                | 1                  | 0                  | -           | -           | -           | 14     | 0      |
| Totale Friburgo              | Totale Friburgo              | Totale Friburgo              | 68         | 7          |                 | 4               | 0               |                    | 1                  | 0                  |             | -           | -           | 73     | 7      |
| 2018-2019                    | Stoccarda                    | BL                           | 23+1       | 2          | CG              | 0               | 0               | -                  | -                  | -                  | -           | -           | -           | 24     | 2      |
| 2019-2020                    | Stoccarda                    | ZL                           | 21         | 2          | CG              | 2               | 0               | -                  | -                  | -                  | -           | -           | -           | 23     | 2      |
| 2020-2021                    | Stoccarda                    | BL                           | 32         | 2          | CG              | 3               | 0               | -                  | -                  | -                  | -           | -           | -           | 35     | 2      |
| 2021-gen. 2022               | Stoccarda                    | BL                           | 12         | 3          | CG              | 2               | 0               | -                  | -                  | -                  | -           | -           | -           | 14     | 3      |
| Totale Stoccarda             | Totale Stoccarda             | Totale Stoccarda             | 88+1       | 9          |                 | 7               | 0               |                    | -                  | -                  |             | -           | -           | 96     | 9      |
| gen.-giu. 2022               | Hertha Berlino               | BL                           | 12+2       | 0          | CG              | -               | -               | -                  | -                  | -                  | -           | -           | -           | 14     | 0      |
| 2022-2023                    | Hertha Berlino               | BL                           | 31         | 1          | CG              | 1               | 0               | -                  | -                  | -                  | -           | -           | -           | 32     | 1      |
| 2023-2024                    | Hertha Berlino               | ZL                           | 23         | 4          | CG              | 2               | 0               | -                  | -                  | -                  | -           | -           | -           | 25     | 4      |
| ago. 2024                    | Hertha Berlino               | ZL                           | 3          | 0          | CG              | 1               | 0               | -                  | -                  | -                  | -           | -           | -           | 4      | 0      |
| Totale Hertha Berlino        | Totale Hertha Berlino        | Totale Hertha Berlino        | 69+2       | 5          |                 | 4               | 0               |                    | -                  | -                  |             | -           | -           | 75     | 5      |
| ago. 2024-2025               | Como                         | A                            | 8          | 0          | CI              | -               | -               | -                  | -                  | -                  | -           | -           | -           | 8      | 0      |
| Totale carriera              | Totale carriera              | Totale carriera              | 266+3      | 24         |                 | 15              | 0               |                    | 2                  | 0                  |             | -           | -           | 286    | 24     |

## Palmarès

### Club

#### Competizioni nazionali
- 2. Fußball-Bundesliga: 1

Friburgo: 2015-2016

### Nazionale
- Campionato d'Europa Under-21: 1

Polonia 2017